# Radonín
Radonín település Csehországban, a Třebíči járásban. Radonín Zašovice, Kněžice, Číchov és Brtnice településekkel határos. Lakosainak száma 88 fő (2024. január 1.).

## Népesség
A település lakosságának változását az alábbi diagram mutatja:
| Lakosok száma | 207  | 197  | 167  | 157  | 105  | 72   | 73   | 78   | 79   | 88   |
|               | 1869 | 1900 | 1921 | 1961 | 1980 | 2011 | 2016 | 2019 | 2021 | 2024 |